# Cerodontha deschampsiae
Cerodontha deschampsiae är en tvåvingeart som först beskrevs av Spencer 1957.  Cerodontha deschampsiae ingår i släktet Cerodontha, och familjen minerarflugor. Arten har ej påträffats i Sverige.